# Оппоков Михайло Володимирович
Михайло Володимирович Оппоков (21 листопада 1879, с. Руде Село Сквирського повіту Київської губернії — 7 лютого 1915) — український громадський діяч початку 20 сторіччя, військовий.

## Життєпис
Народився 21 листопада 1879 року в родині священника Троїцької церкви Рудого Села, Сквирського повіту Київської губернії Володимира Йоанникійовича Оппокова та Марії Василівни Оппокової (Забродської). Батько походив з відомої священницької родини Оппокових та був двоюрідним братом матері Михайла Грушевського — Глафіри Захарівни Оппокової (Грушевської).
У 1891 році батьки віддали 11-річного Михайла до Києво-Подільського духовного училища. Отримавши початкову освіту, випускники переважно продовжували духовні студії в семінаріях. Цим шляхом пішов і Михайло Оппоков, обравши за традицією Київську духовну семінарію (1895‒1899). У роки навчання Михайло Оппоков долучається до Української семінарської громади. До її організації був причетний троюрідний брат, Михайло Грушевський. 
У 1899 році вступає до Київського військового училища, яке закінчив у 1901 році. Після закінчення навчання у військовому училищі направлений до 129-го піхотного Бесарабського полку, який квартирувався в Києві.
Крім виконання суто службових обов’язків, Михайло Оппоков знаходив час і активно проявляв себе на ниві української справи. Вже у 1901 році його прізвище фігурує серед співробітників київського видавничого товариства «Вік», заснованого у 1895 р. за ініціативи Олександра Кониського та активної участі громадівців С. Єфремова, В. Доманицького, О. Лотоцького, Ф. Матушевського, В. Дурдуківського та В. Прокоповича.
Остаточно до прийняття рішення залишити військову службу Михайла Оппокова підштовхнули події революції 1905‒1907 рр. Олександр Лотоцький згадує, що Михайло відмовився брати участь у збройних «усмиреніях», ‒ обійшлося це йому лише гауптвахтою.
Пошуки свого шляху, прагнення до вдосконалення літературного таланту, ґрунтовного вивчення історії приводять М. Оппокова до Університету святого Володимира, на історико-філологічний факультет якого він вступив 1906 році. Із документів особової університетської справи відомо, що навчався він на слов’яно-руському відділенні факультету та спеціалізувався на порівняльному мовознавстві, прослухавши упродовж 1907‒1909 рр. курси професорів В. Перетца, О. Гілярова, В. Данилевича, Т. Флоринського, М. Довнар-Запольського, П. Голубовського, А. Сонні та інші. Одну з його студентських робіт на тему «Учение В. Вундта о языках» відзначили срібною медаллю..
З початком Першої світової війни Михайла Оппокова, як офіцера запасу, призвали до армії. У грудні 1914 року штабс-капітан Оппоков був переведений до діючої армії на посаду командира роти 194-го Троїцько-Сергіївського піхотного полку 49-ї піхотної дивізії 24-го армійського корпусу 8-ї армії Південно-Західного фронту.
30 січня 1915 року австро-угорські війська завдали нового удару на слабкій для росіян ділянці фронту між селищем Делятин та містечком Надвірна. Прорвавши фронт, австрійці стрімко наближалися до міста Станіслава. Російське командування перекидає у цей район додаткові сили, знімаючи їх з інших ділянок фронту. Серед частин, що переміщувалися до згаданого району, був і 194-й Троїцько-Сергіївський піхотний полк. Незважаючи на спротив росіян, 5‒6 лютого бої точилися вже на околицях Станіслава, а 7 лютого австрійські війська входять до міста.
З метою уникнення оточення, командир 194-го Троїцько-Сергіївського піхотного полку полковник Олександр Ремезов віддав наказ піхотній роті під командуванням штабс-капітана Михайла Оппокова захопити переправу через річку Золота-Бистриця, що північніше міста Станіслава. Виконавши наказ, рота майже цілий день утримувала переправу, відбиваючи безперервні атаки. Під час стримання чергового наступу штабс-капітан Михайло Володимирович Оппоков загинув. 17 жовтня 1915 року він був посмертно відзначений орденом Святого Георгія IV ступеня та чином капітана.

## Родина
- Рідний брат — Оппоков Євген Володимирович (1869—1937) — вчений, гідролог, меліоратор, доктор технічних наук, академік АН УРСР, академік ВАСГНІЛ, професор Київського політехнічного інституту, директор Науково-дослідного інституту водного господарства, один з основоположників гідрології в Україні.
- Троюрідний брат — Ломов (Оппоков) Георгій Іполитович (1888—1938) — партійний і радянський діяч, голова правління тресту «Донвугілля», член ЦК КП(б)У.
- Троюрідний брат — Грушевський Михайло Сергійович (1866—1934) — український історик і політичний діяч, голова Центральної Ради УНР.